# Ferdinand Emanuel Levison
Ferdinand Emanuel Levison (født 9. november 1843 i København, død 27. juni 1907) var en dansk hygiejniker. 
Levison blev cand. med. 1868 og  Dr. med. 1873 med afhandlingen Om Fostervandet og den abnorme Forøgelse af dettes Mængde. Han var reservemedikus ved Frederiks Hospital 1872—75 og praktiserede derefter i København, hvor han 1887 blev kredslæge. Han kæmpede ivrigt for indførelsen af ligbrænding i Danmark og nåede, efter at han 1881 havde stiftet "Foreningen for Ligbrænding" og været dens formand fra 1884, en international berømmelse i denne henseende, så at han blev æresmedlem af en stor del udenlandske foreninger af lignende art. Levison var borgerrepræsentant 1905—07.